# Karl Vonbank
Karl Vonbank (* 7. Dezember 1895 in Braz; † 27. Mai 1975 in Feldkirch) war ein österreichischer Politiker (NSDAP bzw. VdU/FPÖ) und Landwirt. Er war von 1959 bis 1972 Abgeordneter zum Vorarlberger Landtag.

## Ausbildung und Beruf
Nach dem Besuch der Volksschule in Braz leistete Vonbank zwischen Oktober 1915 und November 1918 seinen Kriegsdienst im Ersten Weltkrieg. Er absolvierte zwischen 1923 und 1924 die Landwirtschaftliche Fachschule Mehrerau und arbeitete von Mai 1923 bis Oktober 1938 als Gutsverwalter des Gutshofes Gaisbühel. Im Oktober 1938 übersiedelte er schließlich zurück zu seinem Elternhaus und übernahm den elterlichen, landwirtschaftlichen Betrieb.

## Politik und Funktionen
Vonbank gehörte der kommissarischen NS-Landesregierung zwischen März und Juli 1938 an, beantragte am 24. Mai 1938 die Aufnahme in die NSDAP und wurde rückwirkend zum 1. Mai aufgenommen (Mitgliedsnummer 6.182.133). Er übte zwischen 1938 und Mai 1945 das Amt des Bürgermeisters von Innerbraz aus und war ab Juni 1942 bis Kriegsende Kreisbauernführer von Bludenz. Zudem hatte er vom 1. September 1939 bis Mai 1945 das innerparteiliche Amt des Ortsgruppenleiter der NSDAP in Braz inne. Vonbank trat 1949 dem neugegründeten Verband der Unabhängigen bei und wurde danach Mitglied der Nachfolgepartei FPÖ. Er hatte bis 1972 die innerparteiliche Funktion eines Mitglieds des Landesparteivorstandes und war Mitglied der Landesparteileitung der FPÖ Vorarlberg. Zudem war er Landwirtschaftsreferent der FPÖ Vorarlberg und Mitglied des Bundesagrarausschusses der FPÖ.
Er vertrat die FPÖ ab 1960 in der Gemeindevertretung von Innerbraz und war als Abgeordneter des Wahlbezirkes Bludenz vom 29. Oktober 1959 bis zum 24. Jänner 1972 Abgeordneter zum Vorarlberger Landtag, wobei er 1972 durch Mandatsverzicht aus dem Landtag schied. Er war im Landtag Mitglied im Landwirtschaftlichen Ausschuss und zeitweise Mitglied im Volkswirtschaftlichen Ausschuss.
Vonbank wirkte des Weiteren ab 1951 als Obmann der Alp-Interessenschaft Bazül-Tritt, war Verbandsvorstandsmitglied, Obmannstellvertreter und Obmann des Vorarlberger Braunviehzuchtverbandes sowie Obmann des Viehzuchtvereins in Braz. Er engagierte sich zudem als Mitglied im Aufsichtsrat der Raiffeisenkasse Braz, war Obmann der Agrargemeinschaft Braz und Mitglied des Klostertaler Kameradschaftsbundes. Zudem war er Obmann des Kameradschaftsbundes Braz und Mitglied des Aufsichtsrates der Spar- und Darlehenskasse Braz.

## Privates
Karl Vonbank war der Sohn des Landwirts Gebhard Vonbank (1868–1937) und dessen Gattin Ludwina Vonbank (1870–1954), geborene Burtscher. Er heiratete 1924 Cäcilia Dietrich (1898–1947) aus Bürs und wurde Vater von fünf Töchtern und einem Sohn, die zwischen 1926 und 1939 geboren wurden. Nach dem Tod seiner ersten Ehefrau heiratete Vonbank 1948 die aus Außerbraz stammende Sabina Widerin (1897–1975), wobei der Ehe keine Kinder entsprangen.

## Auszeichnungen
- Kleine und Große Silberne Tapferkeitsmedaille
- Karl-Truppenkreuz
- Verleihung des Berufstitels Ökonomierat (1970)
- Ehrenobmann des Viehzuchtvereins Braz